# Pablo Picasso

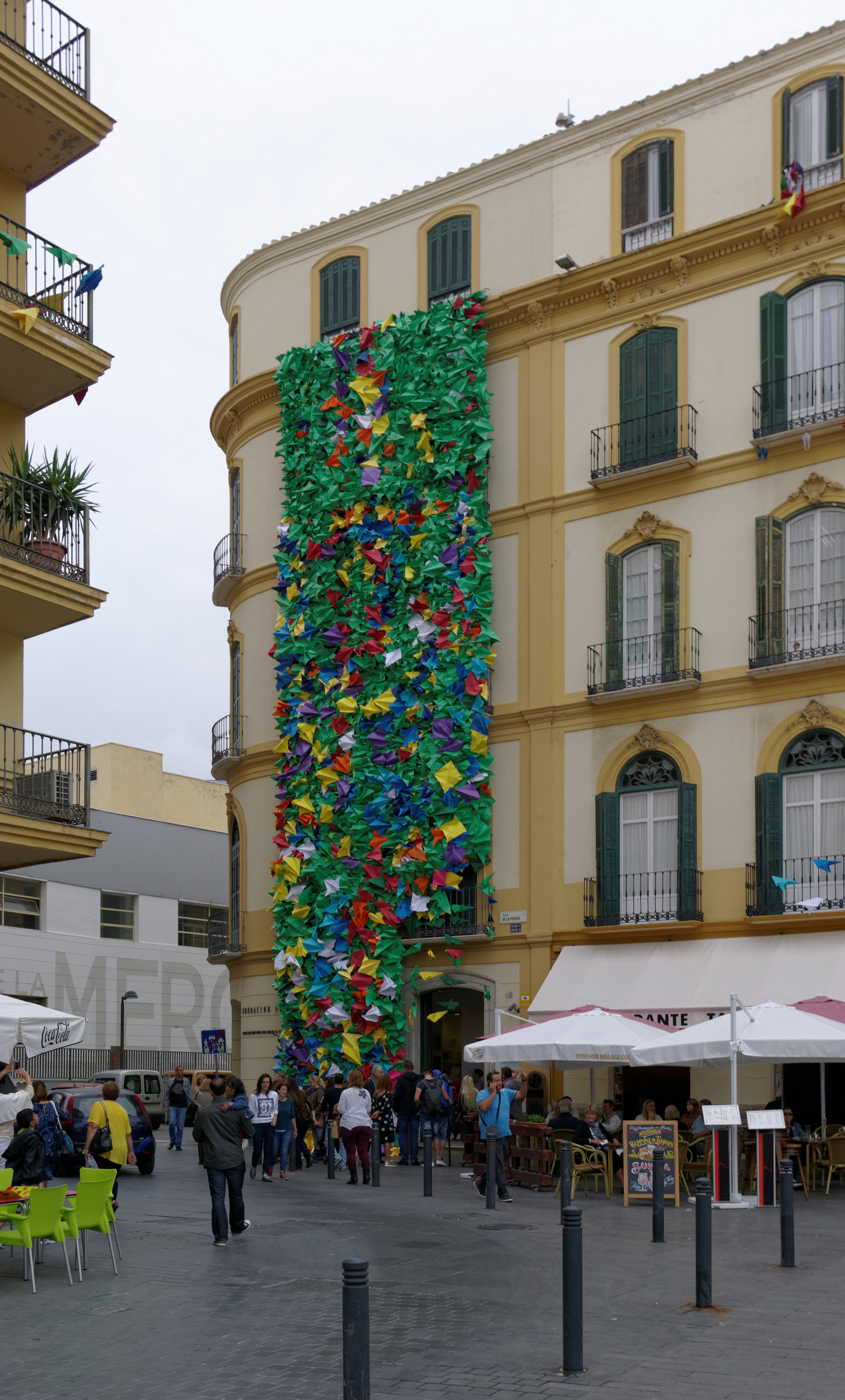
Geboortehuis van Picasso in Málaga

Pablo Diego José Francisco de Paula Juan Nepomuceno María de los Remedios Cipriano de la Santísima Trinidad Ruiz y Picasso (Málaga, 25 oktober 1881 – Mougins, 8 april 1973) was een Spaans kunstschilder, tekenaar, beeldhouwer, grafisch kunstenaar, sieraadontwerper en keramist. Hij was een van de bekendste Spaanse kunstschilders.

## Familie en afkomst
Pablo Picasso was het eerste kind van José Ruiz Blasco en María Picasso López.
Traditiegetrouw kreeg hij een aantal naar heiligen verwijzende voornamen: Pablo, Diego, José, Francisco de Paula, Juan Nepomuceno, María de los Remedios, Cipriano de la Santísima Trinidad. Zijn twee achternamen zijn conform het Spaanse naamstelsel achtereenvolgens de eerste achternaam van zijn vader (Ruiz) en de eerste achternaam van zijn moeder (Picasso).
Merkwaardig is dat hij onder zijn tweede achternaam Picasso bekend is en niet als Ruiz.
Pablo Picasso's vader was kunstenaar, tekenleraar en conservator. In 1884 werd zijn zus Dolores (Lola) geboren en in 1887 zijn zus Concepción (Conchita).

### Vrouwen
Picasso had gedurende zijn leven relaties met meerdere vrouwen, die vaak voor hem poseerden als schildersmodel: Fernande Olivier, Éva Gouel (ook wel bekend onder de naam Marcelle Humbert), de Russische balletdanseres Olga Khokhlova, Marie-Thérèse Walter, de fotografe Dora Maar, Françoise Gilot en Jacqueline Roque. Telkens wanneer hij opnieuw verliefd werd, werd dit in zijn werk duidelijk door een wisseling van stijlen.

### Kinderen
Paulo Picasso (4 februari 1921 - 5 juni 1975) was het eerste kind van Pablo Picasso en Olga Khokhlova. Paulo stond als kind onder andere model voor het schilderij Paulo als Harlekijn (1924) en Paulo op een ezel. Maya Widmaier-Picasso (5 september 1935 - 20 december 2022) werd geboren uit de relatie met Marie-Thérèse Walter. Picasso maakte enkele beeldhouwwerken die Maya als thema hadden, zoals Maya à la poupée (Maya met een pop), dat in februari 2007 uit het huis van Picasso's kleindochter werd gestolen. Maya Widmaier-Picasso woonde in Parijs en was een expert die originelen van vervalsingen kon onderscheiden. Claude Picasso (15 mei 1947) is het eerste kind met Françoise Gilot. Paloma Picasso is ook een kind van Françoise Gilot.

## Biografie

### Jeugd
Pablo werd in 1881 geboren aan de Plaza de La Merced in Málaga. Het was een zware bevalling in het bijzijn van een oom, die arts was, en een vroedvrouw. De vroedvrouw dacht dat het kind dood was en besteedde alleen aandacht aan de moeder. De oom, Don Salvador, redde het kind van de verstikkingsdood.
Reeds in 1890 schilderde Pablo, negen jaar oud, in olieverf, de picador, een stierenvechter in de arena; dit geldt als zijn eerste schilderij. In 1891 verhuisde het gezin naar La Coruña in Galicië in het uiterste noordwesten van Spanje, aan de Atlantische Oceaan, waar Pablo's vader als kunstdocent was aangesteld aan de Instituto da Guarda. Vanaf 1894 hield Pablo een dagboek bij, waarin hij portretten en karikaturen tekende. Schilderijen signeerde hij in die jaren met P. Ruiz. In januari 1895 stierf op zevenjarige leeftijd zijn zusje Conchita aan difterie, hetgeen hem zeer aangreep.
Vlak daarna verhuisde het gezin naar Barcelona, waar de vader een nieuwe baan als docent was aangeboden. De 13-jarige Pablo deed toelatingsexamen voor de Koninklijke Catalaanse Academie voor Schone Kunsten van Sint-Joris in Barcelona. Het toelatingswerk: het tekenen van een torso, waarvoor hij een maand de tijd had, voltooide hij in één dag. Men was hiervan dermate onder de indruk, dat hij onmiddellijk werd aangenomen en de eerste twee leerjaren mocht overslaan.

### Exposeren in Madrid
Op vijftienjarige leeftijd schilderde Pablo een groot werk (197 × 249,5 cm): Wetenschap en liefdadigheid. Het onderwerp hiervan: een stervende, met aan haar bed een arts en een non, grijpt terug naar de dood van zijn zusje Conchita. Hiervoor kreeg hij een eervolle vermelding tijdens een tentoonstelling in het Paleis voor Kunst en Industrie in Madrid. Vanaf september 1897 studeerde Pablo korte tijd aan de in hoog aanzien staande Real Academia de Bellas Artes de San Fernando in Madrid. Daar het onderwijssysteem hem niet beviel, volgde hij na verloop van tijd geen colleges meer. Wel bezocht hij de musea, waaronder vaak het Prado, en de kunstgalerieën. In juni 1898 ging hij terug naar Barcelona.

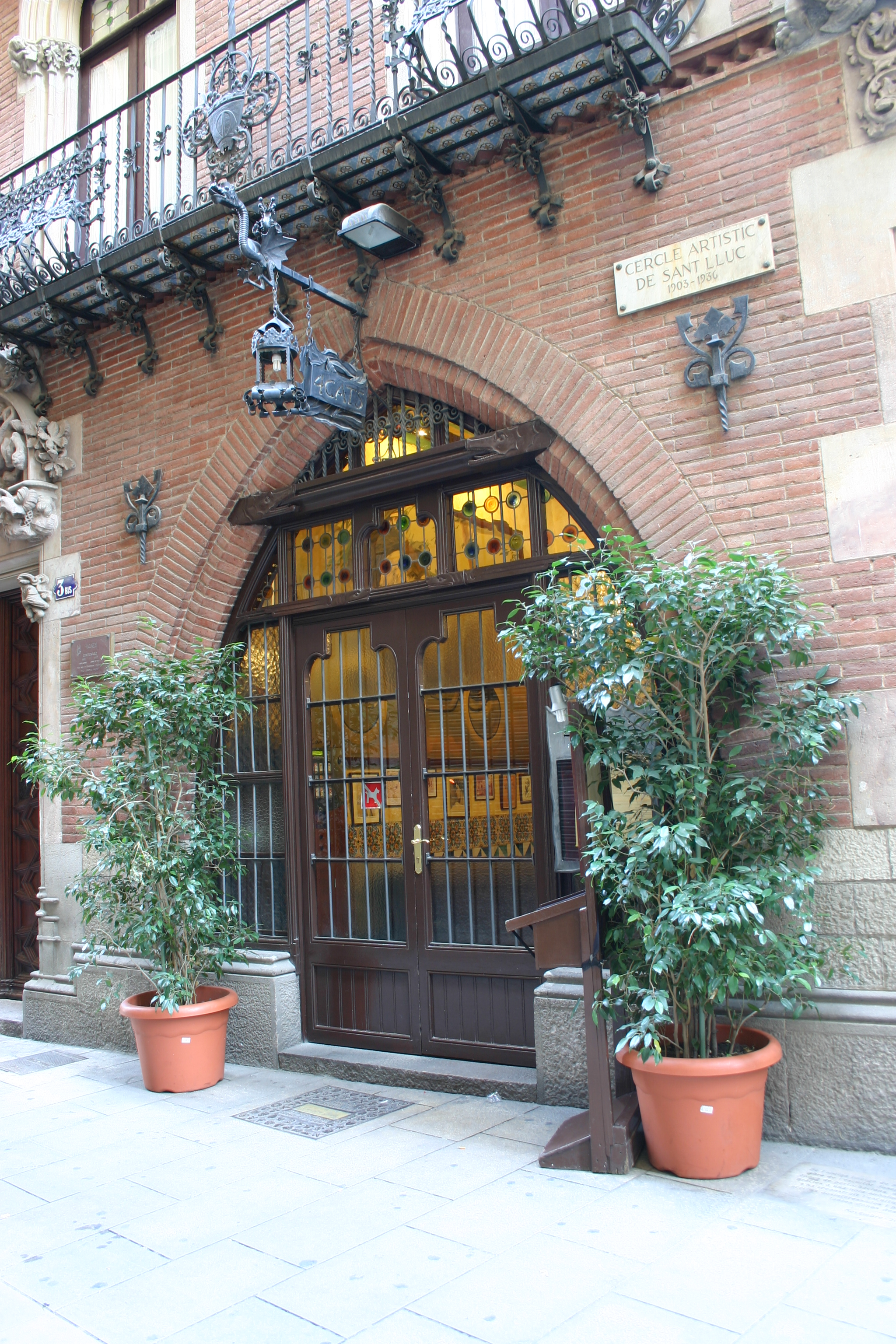
Café en cabaret 4Gats in Barcelona

Nadat hij in april 1899 verhuisd was naar de Carrer dels Escudellers in Barcelona, was hij vaak te vinden in het café en cabaret Els Quatre Gats (De vier katten). In deze gelegenheid kwamen kunstenaars elke dag bijeen om te praten over kunst en filosofie, muziek te maken, gedichten voor te lezen, of cabaret op te voeren. Hier maakte Picasso veel portretten, waaronder een zelfportret.

### Wereldtentoonstelling Parijs
Pablo Picasso vertrok samen met zijn vriend Carlos Casagemas per trein van Barcelona naar Parijs, toen dé wereldstad en centrum van de kunstwereld. Het was destijds een reis van enkele dagen. Parijs was de 'lichtstad' met de Eiffeltoren, die evenals enige straten omstreeks 1900 reeds verlicht werd met elektrisch licht.
Daar ontmoette hij zijn eerste Parijse vriend, de journalist en dichter Max Jacob, die Picasso hielp met het leren van de Franse taal en inwijdde in de literatuur. Ze deelden een appartement; Max sliep 's nachts, terwijl Picasso overdag sliep en 's nachts werkte. Het waren tijden van armoede, kou en wanhoop. Veel van Picasso's werk werd verbrand om de kleine woning warm te houden.
Op de Wereldtentoonstelling van 1900 hing in het Spaanse paviljoen het schilderij De laatste ogenblikken van de toen 19-jarige Picasso. Dit schilderij werd later door hem zelf overgeschilderd. Picasso was onder de indruk van het werk van Paul Cézanne, Edgar Degas, Pierre Bonnard, Vincent van Gogh en Henri Toulouse-Lautrec. Pablo en Carlos Casagemas huurden woon- en werkruimte aan de Rue Gabrielle 49 in Montmartre. Daar ontmoette Casagemas Germaine Gargallo, een danseres uit de Moulin Rouge en werd verliefd op haar. Wegens geldgebrek moesten Pablo en Carlos echter terug naar Madrid. Casagemas keerde, verliefd als hij was, terug naar Parijs. Germaine wees hem af, mogelijk omdat hij inmiddels verslaafd was geraakt aan drugs en alcohol. In wanhoop schoot hij op haar en schoot vervolgens zichzelf door het hoofd. Zij overleefde, hij niet. Picasso schilderde hierop het doek Mort de Casagemas, waarin hij duidelijk verband legde met Vincent van Gogh, die ook zelfmoord had gepleegd.
De dood van Casagemas was voor Picasso de opmaat van een jarenlange depressie.

### Depressie 1901 - 1904
Picasso schreef:

Ik begon blauw te schilderen, toen ik hoorde dat Casagemas gestorven was.,

Dat is dus het begin van zijn blauwe periode. Tot 1905 zou Picasso afwisselend wonen en werken in Barcelona en Parijs.
Gedurende de eerste vijf maanden van 1901 woonde Picasso in Madrid, waar hij en zijn anarchistische vriend Francisco de Asis Soler het tijdschrift Arte Joven (Jonge kunst) oprichtten. Er verschenen vijf nummers; het eerste nummer werd gepubliceerd op 31 maart 1901. Soler schreef de artikelen en Picasso illustreerde het tijdschrift, meestal met grimmige spotprenten die sympathiseerden met de armen.
In mei 1901 betrok Picasso, tot eind 1901, een atelier op de zolderverdieping van Boulevard de Clichy 130, de galerie van Pere Mañach. Mañach geloofde in Picasso en bood hem een contract aan van 150 franc per maand voor regelmatige levering van werken. Op die zolderverdieping ontstond Evocatie (de ter aarde bestelling van Casagemas), waarvan de compositie teruggrijpt op De begrafenis van graaf Orgaz van El Greco. Pablo werd er onrustig, misschien doordat Casagemas dezelfde ruimte had bewoond. Hij reisde meerdere keren heen en weer tussen Barcelona en Parijs en kon niet kiezen tussen zijn vaderland en de lichtstad.
Van 25 juni tot en met 14 juli 1901 werd, op verzoek van Pere Mañach, de eerste tentoonstelling van Picasso's werk gehouden bij Ambroise Vollard. Voorafgaand aan de tentoonstelling waren reeds vijftien werken verkocht. Vanaf dat moment begon de kunstenaar zijn werk te signeren met Picasso, de naam van zijn moeder, in plaats van met P. Ruiz of P. Ruiz y Picasso. 
In 1901 schilderde Picasso taferelen uit het Parijse leven, zoals de absintdrinkster en in 1902 het 'straattheater' in Parijs, zoals Harlekijn en zijn maat en Clown met aap. Vanaf het moment dat hij in het derde kwartaal van 1902 weer in Parijs woonde, maakte hij bijna alleen tekeningen, omdat hij geen geld had voor schilderslinnen.
Gedurende minstens één jaar woonde hij in deze periode in Barcelona. Mogelijk heeft hij daar in 1903 het schilderij De armen op het strand gemaakt, over 'mensen zonder leven'. Zeker is dat hij daar in hetzelfde jaar het mysterieuze schilderij La vie maakte. Het schilderij was een overschildering van De laatste ogenblikken, en verving daarmee de dood door het leven. Misschien wilde Picasso met dit doek laten zien, dat hij de dood van zijn vriend had verwerkt en zelf weer verder kon leven.

### Definitief Parijs
In 1904 verhuisde Pablo definitief naar Parijs, waar hij, tot 1909, een atelier betrok op Rue Ravignan 13, wederom in het 18e arrondissement (Montmartre, een adres dat lag tussen de Moulin Rouge en de Sacré-Cœur.
In deze "obscure bouwval vol vreemde geluiden, boeken en met een wirwar van trappen", dat vanwege zijn vreemde indeling Le Bateau-Lavoir (de wasschuit) werd genoemd en waar maar één waterkraan was, ontmoette Picasso Fernande Olivier, een bohemienne en kunstenares die zijn eerste grote liefde werd. Deze ontmoeting luidde zijn roze periode in, waarin Fernande veelvuldig op zijn schilderijen voorkomt en met wie hij zeven jaar zou samenwonen. De buurt was gewild onder kunstenaars vanwege de lage huur. In atelier Bateau-Lavoir hebben ook veel andere kunstenaars gewerkt, zoals Kees van Dongen, Juan Gris, Maurice de Vlaminck, Georges Braque, Pierre-Auguste Renoir, Paul Cézanne, Max Jacob (dichter) en Appolinaire (schrijver). Bateau-Lavoir is in 1970 afgebrand.

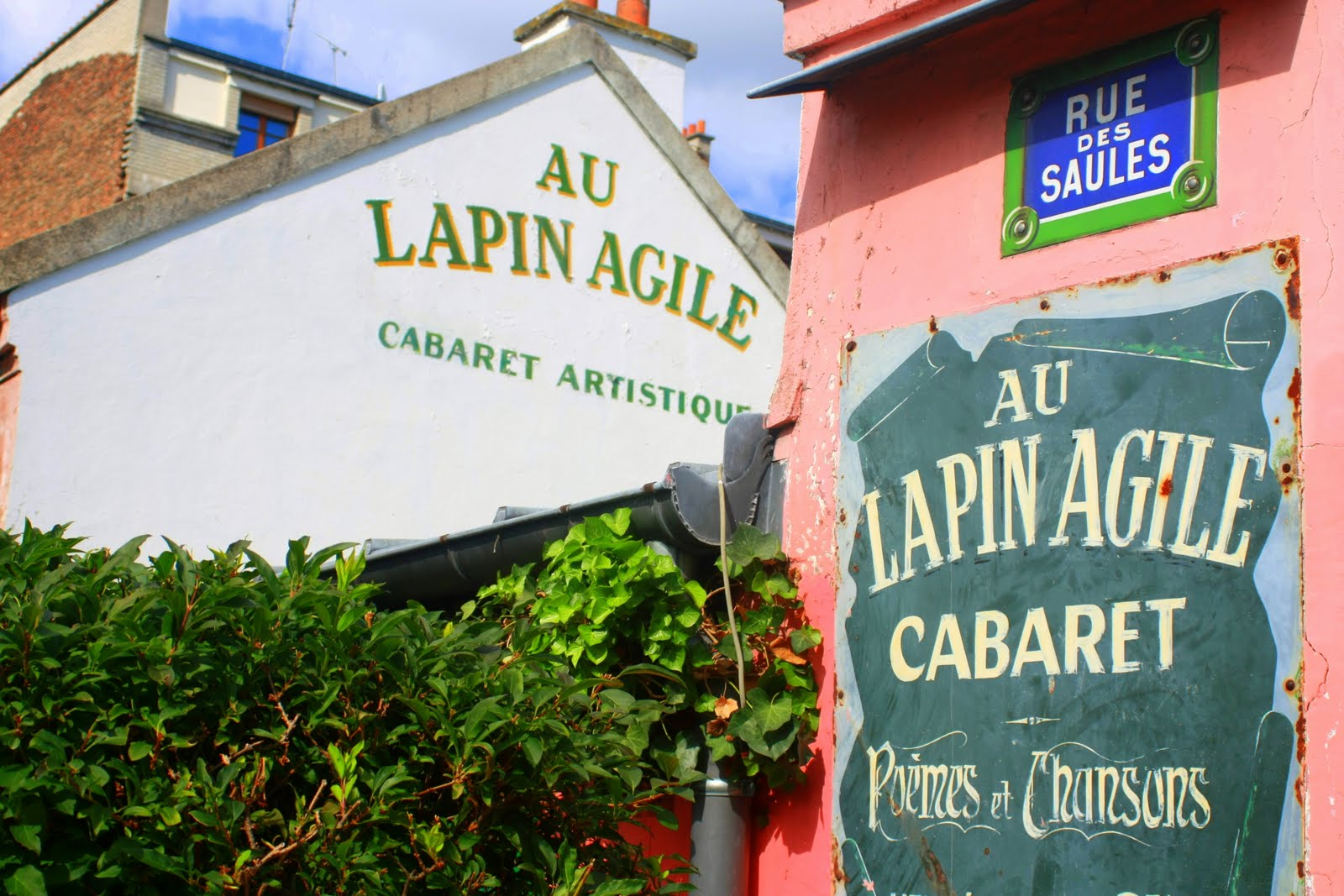
Cabaret Au Lapin Agile

Fernande, Pablo en andere kunstenaars ontmoetten elkaar zeer frequent in een van de oudste cabarets in Montmartre, het café Au Lapin Agile (Het rappe konijn). Daar Picasso in grote armoede leefde, was deze plek voor hem en andere kunstenaars aantrekkelijk, want de waard accepteerde ook schilderijen als betaalmiddel. Uiteindelijk bezat de waard een indrukwekkende verzameling schilderijen, waaronder minstens twee van Picasso; één met zijn dochter: Vrouw met kraai en één met de waard met gitaar en Pablo zelf als harlekijn: Le Lapin Agile. Laatstgenoemd schilderij heeft tot 1912 in het etablissement gehangen.
Meerdere malen per week bezochten Picasso en zijn vrienden Circus Médrano, dat vlakbij optrad. De 'kunstenmakers' uit deze tijd zien er weliswaar arm uit, maar niet zo troosteloos en uitzichtloos als die uit 1903.
De schoonheid van de Griekse en Romeinse beeldhouwwerken, die Picasso in die tijd in het Louvre bestudeert, straalt af op zijn schilderijen. Bijvoorbeeld in La toilette, waarin hij 'la belle Fernande' afbeeldt in een Venus-achtige pose.
In 1905 kocht de Amerikaanse kunstverzamelaar Leo Stein Naakt meisje met bloemenkorf (Linda la Bouquetière, 1905). Picasso bezocht de Salon van Leo en zijn zus Gertrude Stein, waar kunstenaars vaak op zaterdag samenkwamen om te praten over kunst en literatuur en muziekstukken en toneelstukken op te voeren en dergelijke. Daar ontmoette hij zijn levenslange rivaal Henri Matisse, waarmee hij ook bevriend raakte.
Picasso schilderde portretten van zowel Gertrude Stein, als haar neef Allan Stein. Gertrude Stein werd Picasso's voornaamste beschermvrouw; ze verwierf zijn tekeningen en schilderijen en exposeerde ze in haar informele Salon in haar huis in Parijs. Dit werd uiteindelijk een vriendschap voor het leven. Na verloop van tijd verhuisde Leo Stein met zijn vrouw Sarah en zijn broer Michael naar Italië en werden mecenassen van Matisse, terwijl Gertrude Stein werken van Picasso bleef verzamelen.
Op uitnodiging van Tom Schilperoort, een Nederlandse vriend van Kees van Dongen, bracht Picasso in 1905 enkele weken door in het Noord-Hollandse Schoorl. Van daaruit maakte hij uitstapjes naar Alkmaar en Hoorn. In deze periode maakte hij verschillende schilderijen, zoals La Belle Hollandaise en Les Trois Hollandaises, en een aantal schetsen.

### Geometrische vormen
In 1907 trad Picasso toe tot een kunstgalerie in Parijs die recent was geopend door Daniel-Henry Kahnweiler, een Duitse kunsthistoricus en kunstverzamelaar. Hij werd vanaf 1907 bekend in Parijs, omdat hij een van de eerste verdedigers was van het kubistische werk van Pablo Picasso en Georges Braque. Kahnweiler verdedigde ontluikende artiesten zoals André Derain, Kees van Dongen, Fernand Léger, Juan Gris, Maurice de Vlaminck en verscheidene anderen, die uit vele delen van de wereld gekomen waren om te wonen en te werken in Montparnasse.
In Parijs onderhield Picasso vriendschappen met bekende personen uit Montmartre en Montparnasse, waaronder André Breton, dichter Guillaume Apollinaire, schrijver Alfred Jarry en Gertrude Stein. Apollinaire werd in 1911 gearresteerd op verdenking van het stelen van de Mona Lisa uit het Louvre. Apollinaire beschuldigde zijn vriend Picasso, die ook voor verhoor moest komen, maar beiden werden later vrijgesproken. In Parijs ontmoette Picasso ook de naïef schilderende Henri Rousseau. In 1908 hielden Picasso en zijn vrienden een banket ter ere van Rousseau, waar ze hem spottend belaadden met medailles en hem achter zijn rug uitlachten.
In de navolgende jaren verkochten handelaren (o.a. Daniel-Henry Kahnweiler en Ambroise Vollard) meer en meer werken van Picasso aan Gertrude Stein, Ivan Morozov, Alfred Flechtheim en Sergej Sjtsjoekin. Laatstgenoemde bezat tegen het begin van de Eerste Wereldoorlog liefst 51 schilderijen van Picasso.
Picasso en Braques waren bewonderaars van Paul Cézanne. Men denkt dat de schilderijenreeks Mont Sainte-Victoire van Paul Cézanne van grote invloed is geweest op het ontstaan van het kubisme. In de schilderijen die Picasso, Braques en André Derain tussen 1907 en 1917 vervaardigden in o.a. Céret, komen steeds meer geometrische vormen voor. Voorbeelden hiervan zijn: Vrouw met peren (Fernande) uit 1909 en Portret van Ambroise Vollard uit 1910.
Met het geld dat Picasso ontving voor zijn schilderijen, kon hij zich in de herfst van 1909 een huurhuis aan de Boulevard de Clichy 11 permitteren. Daar trok hij in met Fernande, die haar brieven in die tijd ondertekende met 'mevrouw Picasso'. Hoewel hij in dat huis ook een atelier had, ging hij kort daarop ook weer schilderen in Bateau Lavoir, waar hij andere vrouwen liet poseren. Hij werd verliefd op Marcelle Humbert, die hij Eva Gouel noemde. Picasso's liefde voor Eva blijkt in veel van zijn kubistische werken. Picasso was zwaar aangeslagen door haar vroegtijdige dood in 1915 als gevolg van een ziekte, op de leeftijd van 30 jaar.

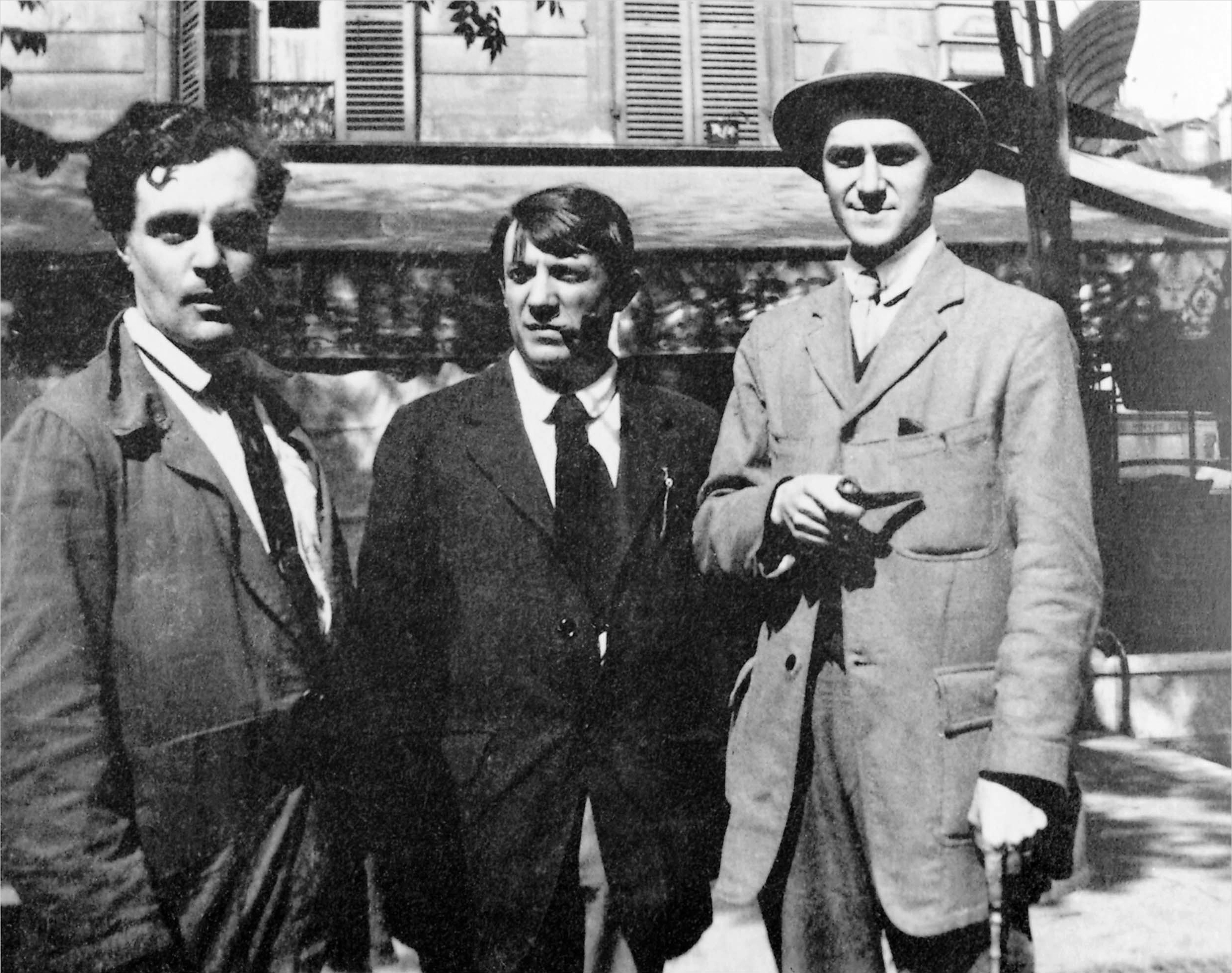
Modigliani, Picasso en André Salmon voor het Café de la Rotonde in Parijs, 1916

Na de Eerste Wereldoorlog maakte Picasso kennis met Serge Diaghilevs Ballets Russes. Onder zijn vrienden tijdens deze periode waren Jean Cocteau, Jean Hugo, Juan Gris en anderen. In de zomer van 1918 trouwde Picasso met Olga Khokhlova, een ballerina bij Sergei Diaghilevs gezelschap. Zij brachten hun huwelijksreis door in de villa van de glamoureuze Chileense kunstbeschermster Eugenia Errázuriz in de buurt van Biarritz. Khokhlova introduceerde Picasso in de hogere kringen, formele diners, en alle sociale geneugten in het Parijse leven van de rijke jaren 1920. De twee kregen een zoon, Paulo, die zou uitgroeien tot een losbandige motorcoureur en chauffeur van zijn vader. Khokhlova's fatsoensnormen botsten met Picasso's bohemien-leefstijl en de twee leefden in een toestand van voortdurend conflict. In dezelfde periode werkte Picasso samen met Diaghilevs groep; hij en Igor Stravinsky werkten aan het ballet Pulcinella in 1920. Picasso maakte van de gelegenheid gebruik om verschillende schetsen van de componist te maken.
In 1927 ontmoette Picasso de 17-jarige Marie-Thérèse Walter en begon een geheime affaire met haar. Picasso's huwelijk met Khokhlova eindigde in een scheiding van tafel en bed in plaats van echtscheiding, want de Franse wet vereiste een gelijke verdeling van de eigendommen in het geval van echtscheiding, en Picasso wilde Khokhlova niet de helft van zijn vermogen geven. De twee bleven wettelijk getrouwd tot Khokhlova's dood in 1955. Picasso had een langdurige affaire met Marie-Thérèse Walter en verwekte een dochter, Maya, bij haar. Marie-Thérèse leefde in de ijdele hoop dat Picasso op een dag met haar zou trouwen. Zij verhing zich vier jaar na de dood van Picasso. Gedurende zijn hele leven had Picasso een aantal minnaressen naast zijn vrouw of primaire partner. Picasso was twee keer getrouwd en had vier kinderen bij drie vrouwen. De fotografe en schilder Dora Maar was ook een voortdurende metgezel en minnares van Picasso in de late jaren 1930 en begin 1940.

### Oorlogsjaren
Tijdens de Tweede Wereldoorlog bleef Picasso in Parijs, terwijl de stad door de Duitsers was bezet. Picasso's artistieke stijl paste niet in de nazi-opvattingen over kunst, zodat hij niet in staat was om zijn werk te laten zien tijdens deze periode. Hij bleef wel schilderen in die tijd. Hoewel de Duitsers brons gieten verboden in Parijs, werd het brons voor hem gesmokkeld door het Franse verzet.
Na de bevrijding van Parijs in 1944 verkeerde Picasso met een jonge studente kunst, Françoise Gilot. De twee werden uiteindelijk geliefden, en hadden twee kinderen samen, Claude en Paloma. Gilot verliet Picasso - als enige van zijn vrouwen - in 1953, naar verluidt als gevolg van mishandeling en ontrouw. Dit was een zware klap voor Picasso.
Hij ging door een moeilijke periode na het vertrek van Gilot. Een aantal van zijn inkttekeningen uit deze periode hebben het thema van de afzichtelijke oude dwerg als tegengewicht voor een mooi, jong meisje, waaronder een aantal uit een zes weken durende affaire met Geneviève Laporte, die in juni 2005 werden geveild.
Picasso deed niet lang over het vinden van een andere minnares, Jacqueline Roque. Ze werkte op de pottenbakkerij Madoura in Vallauris aan de Franse Rivièra, waar Picasso keramiek maakte en beschilderde. De twee bleven samen voor de rest van Picasso's leven en trouwden in 1961. Hun huwelijk was een laatste daad van wraak tegen Gilot. Gilot was op zoek naar juridische middelen om haar kinderen met Picasso, Claude en Paloma, te legitimeren. Aangemoedigd door Picasso had ze geregeld te scheiden van haar echtgenoot, Luc Simon, en zou dan trouwen met Picasso om de rechten van haar kinderen veilig te stellen. Picasso trouwde vervolgens in het geheim met Roque, nadat Gilot de echtscheiding had aangevraagd, en nam zo wraak voor haar vertrek.
In 1955 kocht hij villa La Californie in de omgeving van Cannes, in 1958 het Château de Vauvenargues en in 1961 villa Notre-Dame-de-Vie in Mougins.
Naast zijn vele artistieke prestaties, had Picasso een filmcarrière, inclusief een cameo-optreden in Jean Cocteaus Testament van Orpheus. Picasso speelde altijd zichzelf in zijn filmoptredens. In 1955 hielp hij bij het maken van de film Le Mystère Picasso, geregisseerd door Henri-Georges Clouzot.
In 1965 schonk hij zijn beeld Figure découpée aan de gemeente Amsterdam, ter viering van 100 jaar Vondelpark.

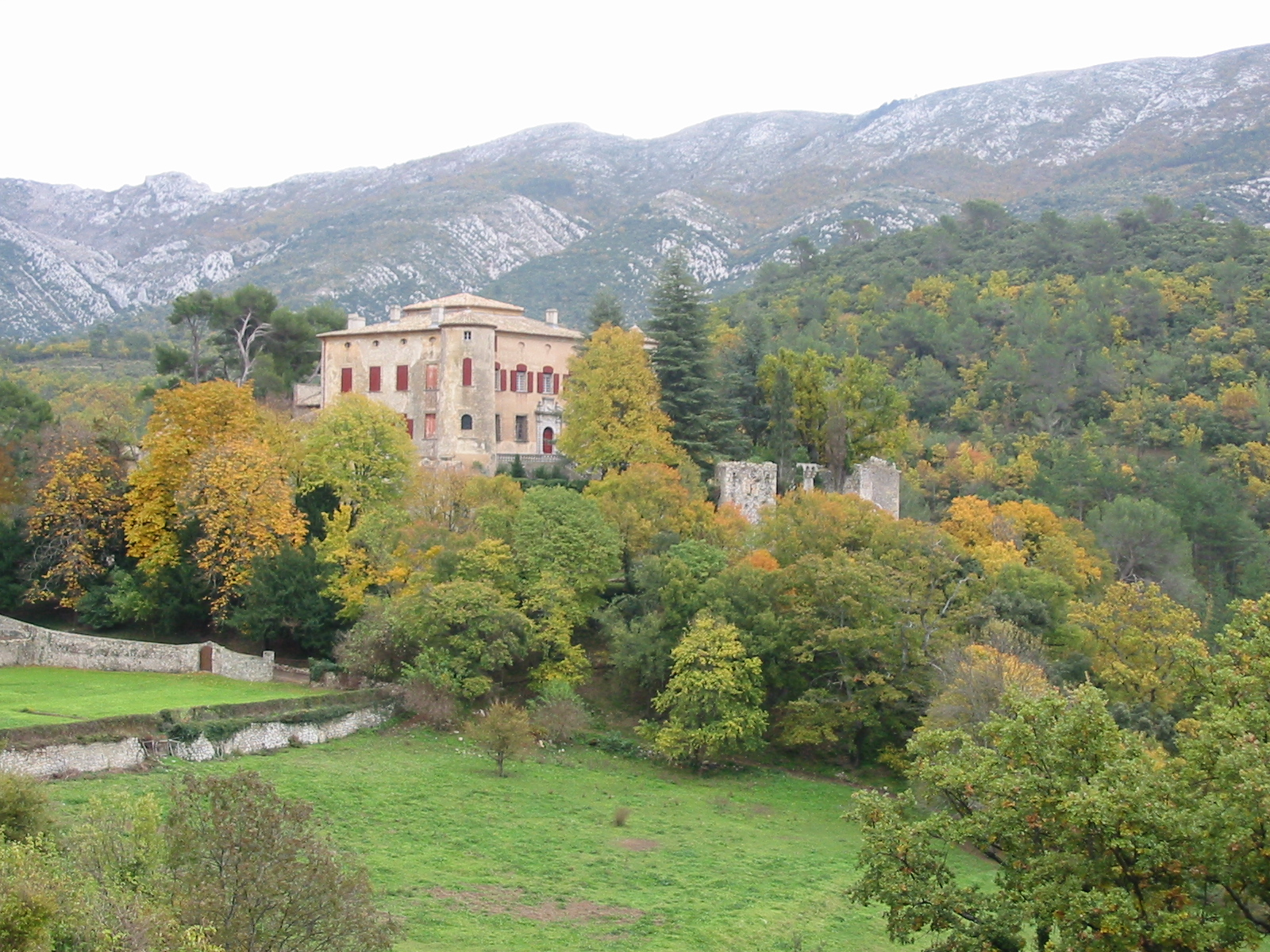
Château Vauvenargues

### Overlijden
Op 8 april 1973 stierf Picasso op 91-jarige leeftijd in zijn huis in Mougins als gevolg van een longembolie. Andere bronnen stellen dat de oorzaak een hartaanval met longoedeem was. Hij werd op 10 april begraven in de tuin van zijn kasteel in Vauvenargues. Picasso had geen testament nagelaten. De Franse staat verwierf in 1990 via een nalatenschap van Picasso en diens vrouw Jacqueline Roque een groot aantal kunstwerken.

## Politieke opvattingen
Picasso bleef neutraal tijdens de Eerste Wereldoorlog, de Spaanse Burgeroorlog en de Tweede Wereldoorlog en weigerde om te vechten voor enige zijde of land. Sommige van zijn tijdgenoten vonden dat zijn pacifisme meer te maken had met lafheid dan met principe. Een artikel in The New Yorker noemde hem “a coward, who sat out two world wars while his friends were suffering and dying” ("een lafaard, die twee wereldoorlogen uitzat, terwijl zijn vrienden leden en stierven"). Als Spaans burger in Frankrijk werd Picasso niet gedwongen om te vechten tegen de binnenvallende Duitsers in beide wereldoorlogen. In de Spaanse Burgeroorlog werd militaire dienst voor Spanjaarden die in het buitenland woonden optioneel. In dienst gaan zou een vrijwillige terugkeer naar het land inhouden. Terwijl Picasso zich woedend en veroordelend uitliet over Francisco Franco en de fascisten door middel van zijn kunst, heeft hij niet de wapens tegen hen gericht. Hij bleef afzijdig van de Catalaanse onafhankelijkheidsbeweging tijdens zijn jeugd ondanks zijn algemene ondersteuning en vriendelijkheid ten opzichte van activisten.
Picasso trad in 1944 toe tot de Franse communistische partij, bezocht een internationale vredesconferentie in Polen en ontving in 1950 de Lenin Vredesprijs van de Sovjet-regering. Partijkritiek op een portret van Jozef Stalin als onvoldoende realistisch leidde tot verminderde interesse van Picasso in de communistische politiek, maar hij bleef een trouw lid van de communistische partij tot zijn dood. In 1945 verklaarde Picasso in een interview met Jerome Seckler: "Ik ben een communist en mijn schilderijen zijn communistische schilderijen. ... Maar als ik een schoenmaker, royalist of communist of iets anders was, zou ik niet noodzakelijkerwijs mijn schoenen op een bijzondere manier hameren om mijn politieke voorkeur te laten zien." Zijn militante communisme, niet ongewoon onder intellectuelen en kunstenaars in die tijd, al was dit officieel verboden in Franco-Spanje, is al lang het onderwerp van enige controverse; een opmerkelijke bron of demonstratie daarvan was een sarcastisch citaat algemeen toegeschreven aan Salvador Dalí (met wie Picasso een nogal gespannen relatie had), dat ogenschijnlijk twijfelt over de ware eerlijkheid van zijn politieke gezindheid:
Picasso es pintor, yo también; [...] Picasso es español, yo también; Picasso es comunista, yo tampoco. (Picasso is schilder, ik ook; [...] Picasso is Spanjaard, ik ook; Picasso is communist, ik ook niet.)
Hij was tegen de inmenging van de Verenigde Naties en de Verenigde Staten in de Koreaanse Oorlog, wat hij afbeeldde in het schilderij Bloedbad in Korea. In 1962 ontving hij de Internationale Lenin-Vredesprijs.

## Schilderstijl
Picasso's loopbaan kan worden ingedeeld in verschillende perioden. Samen met Georges Braque ontwikkelde hij in de jaren 1905 - 1915 het kubisme.
Picasso heeft tijdens zijn leven enorm veel kunstwerken gemaakt. Er is geen officiële lijst waarin zijn gehele oeuvre staat opgesomd. Hieronder volgt daarom een globaal overzicht van Picasso’s oeuvre, waarin de belangrijkste werken worden genoemd binnen de betreffende perioden van Picasso's loopbaan.

### Blauwe periode
Tijdens Picasso's blauwe periode, de tijd dat hij in armoede in Parijs woonde (1901-1904), maakt hij sombere schilderijen in donkere en sombere kleuren, hoofdzakelijk blauw, groen, zwart en paars. Deze kleuren symboliseren de koude, de dood en kwetsbaarheid van het bestaan. Voorbeelden van werken uit Picasso's blauwe periode zijn Desemparats (1903) en The Madman (1904).
- Zie lijst van schilderijen in blauwe periode van Pablo Picasso

### Roze periode
Geleidelijk werd Picasso bekender en kreeg hij zijn eerste successen. Ook kreeg hij aan het einde van zijn blauwe periode een relatie met Fernande Olivier. Picasso werd minder somber, wat in zijn schilderijen tot uitdrukking kwam door het gebruik van zachte tinten blauw en roze. Door het vele gebruik van roze kleuren in het werk uit deze periode, heeft de periode de naam ‘roze periode’ meegekregen. De onderwerpen van zijn schilderijen zijn in deze periode vaak geïnspireerd op het circus, dat Picasso en Fernande vaak samen bezochten. Voorbeelden van werken uit de roze periode zijn het Portret van Señora Canals en Circusartiest en jongen.

### Kubistische periode
In Parijs kwam Picasso in aanraking met Afrikaanse en Polynesische beeldhouwwerken, die hem inspireerden tot het afbeelden van totemfiguren en maskers in zijn schilderijen. Picasso experimenteerde constant met nieuwe technieken en werkte aan een minder naturalistische, meer geometrische stijl. Door een hardere en strakkere uitdrukkingswijze en het gebruik van meer en dikkere lagen verf ontstond een geheel nieuwe stijl: het kubisme. Samen met Georges Braque wordt Picasso gezien als uitvinder van deze moderne kunststroming.
Enkele belangrijke werken uit de kubistische periode van Picasso zijn Les Demoiselles d'Avignon (1907), dat wordt gezien als het eerste kubistische werk en Blanquita Suárez (1917).

### Klassieke periode
Door de uitbraak van de Eerste Wereldoorlog moesten veel vrienden van Picasso in militaire dienst, waardoor Picasso zich eenzaam en afgezonderd voelde. Toen in 1915 zijn geliefde ‘Eva’ ook nog overleed werden deze gevoelens nog sterker. Picasso kon zich niet meer concentreren op zijn werk en werd depressief. In 1917 werd Picasso door Jean Cocteau meegenomen naar Rome, waar hij achterdoeken, decors en kostuums ging ontwerpen voor een Russisch balletgezelschap genaamd Les Ballets Russes. Picasso verdiepte zich in de klassieke kunst en trouwde een lid van het balletgezelschap. Picasso's nieuwe vrouw maakte van hem een kunstenaar voor de hogere kringen. In deze periode maakte Picasso vooral schilderijen die doen denken aan de stijl van de renaissance en het neoclassicisme. Voorbeelden van klassieke werken van Picasso zijn De absintdrinker en Zelfportret.

### Surrealistische periode
Tussen 1925 en 1930 ontstond in Europa een nieuwe kunststroming die uiteindelijk net zo belangrijk werd als het kubisme: het surrealisme. Picasso raakte beïnvloed door deze nieuwe stijl en experimenteerde verder met vormen, stijlen en kleuren. In zijn surrealistische periode maakte Picasso surrealistische schilderijen en ijzerdraadconstructies. Een voorbeeld van een surrealistisch werk van Picasso is De dans.

### Abstracte periode
Via het surrealisme kwam Picasso terecht bij abstracte werken. Hij ging steeds abstracter werken, maar er bleef altijd sprake van figuratie. Voorbeelden van abstracte werken van Picasso zijn Abstract hoofd en Abstract portret. Dit is de meest bekende periode, ook wel de Picasso-stijl genoemd.
Zie lijst van schilderijen in abstracte periode van Pablo Picasso.

### Latere periode
In de laatste periode van zijn leven was Picasso een beroemdheid geworden. Hij trok zich terug uit de publiciteit. Hij bleef productief als schilder.

## Werken

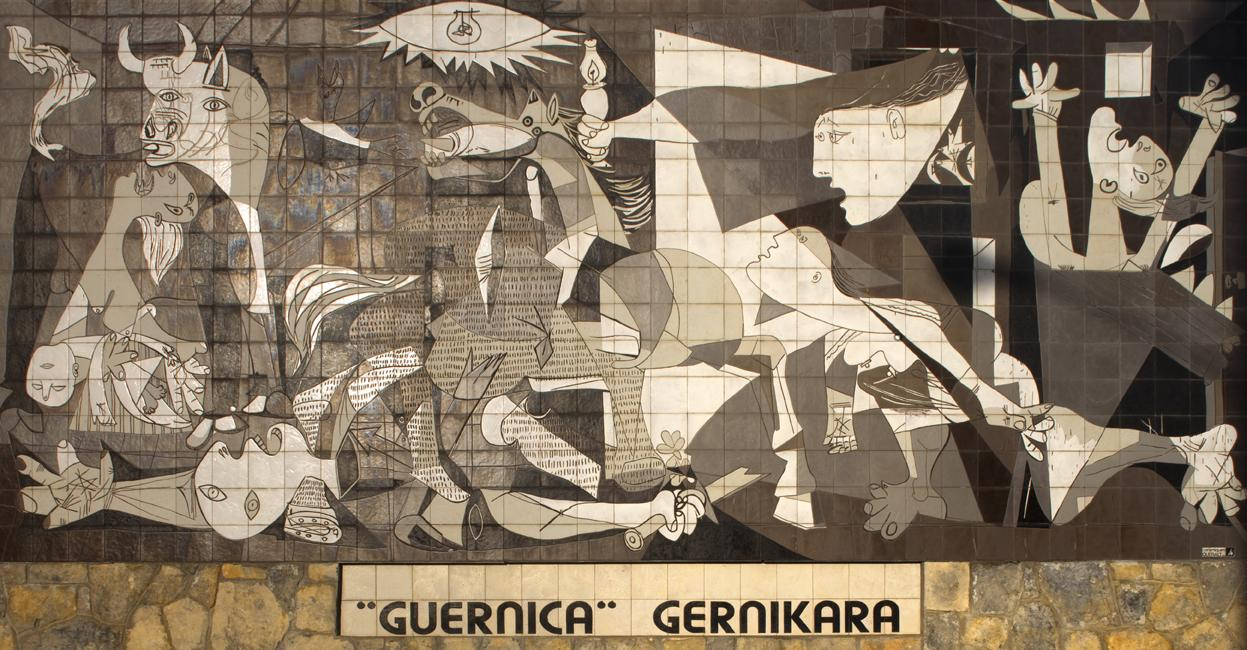
Tegeltableau dat het schilderij Guernica weergeeft

Zijn bekendste schilderij is Guernica, een weergave van een Duits bombardement op deze stad in 1937, tijdens de Spaanse Burgeroorlog. Dit schilderij hangt in het Museo Nacional Centro de Arte Reina Sofía in Madrid.
Een ander bekend schilderij is Les Demoiselles d'Avignon uit 1907, dat door veel kunsthistorici gezien wordt als het beginpunt van de schilderkunst van de 20e eeuw. Het werk bevindt zich in het Museum of Modern Art (MoMA) in New York.
Picasso heeft veel werken gemaakt met de vrouw als thema. Een bekend schilderij is The Weeping Woman uit 1937, waarvoor Picasso's geliefde Dora Maar model stond.
Tête de femme (Jacqueline) uit 1963 is een portret van zijn tweede echtgenote Jacqueline en bracht op 2 februari 2010 op een veiling bij Christie's in Londen 9,2 miljoen euro op. De nieuwe eigenaar is onbekend.

### Schilderijen (selectie)
- Picador · 1889
- Evocatie, de begrafenis van Casagemas (Evocation, l’enterrement de Casagemas) · Parijs, zomer 1901 · olieverf op hout · 150 × 90 cm · Musée d'Art Moderne de la Ville de Paris in Parijs
- Kind met duif · 1901
- De absintdrinkster (Buveur d'Absinthe) · 1901 · olieverf op doek · 73 × 54 cm · Hermitage in Sint-Petersburg
- De absintdrinkster (Le Buveur d'Absinthe) · 1901 · olieverf op karton · 65,8 × 50,8 cm · collectie Melville Hall in New York (stad)
- Desemparats · 1903
- Blinde vrouw[36] · 1903 · inkt op papier · 23,5 × 17 cm · Museum de Fundatie in Zwolle
- De armen op het strand (Les pauvres au bord de la mer) · 1903 · olieverf op hout · 105,4 × 69 cm · National Gallery of Art in Washington D.C.
- Het leven (La vie) · Barcelona, voorjaar-zomer 1903 · olieverf op linnen · 196,5 × 128,5 cm · Cleveland Museum of Art in Cleveland (Ohio)
- De gek · 1904
- Boy Leading a Horse · Parijs, 1905-06 · olieverf op doek · 7' 2⅞" × 51⅝" (220,6 × 131,2 cm)
- Twee Naakten · Parijs, laat in 1906 · olieverf op doek · 59⅝ × 36⅝" (151,3 × 93 cm)
- Les Demoiselles d'Avignon · 1907 · olieverf op doek · 8' × 7' 8" (243,9 × 233,7 cm)
- Vrouw met een waaier (Woman with a Fan) · 1907 · olieverf op doek · 152 × 101 cm · Hermitage in Sint-Petersburg
- Fruit Dish · Parijs, winter 1908-09 · olieverf op doek · 29¼ × 24" (74,3 × 61 cm)
- Repose · Parijs, voorjaar 1908 · olieverf op doek · 32 × 25¾" (81,2 × 65,4 cm)
- Landschap · Parijs, augustus of september 1908 · olieverf op doek · 39⅝ × 32" (100,8 × 81,3 cm)
- Stilleven met Liqueurfles · Horta de Ebro, Augustus 1909 · olieverf op doek · 32⅛ × 25¾" (81,6 × 65,4 cm)
- Femme en vert · 1909 ·
- Vrouw met mosterdpot · 1909-1910 · olieverf op doek · 73 × 60 cm
- Girl with a Mandolin (Fanny Tellier) · Parijs, voorjaar 1910 · olieverf op doek · 39½ × 29" (100,3 × 73,6 cm)
- Ma Jolie · Parijs, winter 1911-12 · olieverf op doek · 39⅜ × 25¾" (100 × 64,5 cm)
- Violin and Grapes · Céret and Sorgues, voorjaar-zomer 1912 · olieverf op doek · 24 × 20" (61 × 50,8 cm)
- The Architect's Table · Parijs, 1912 · olieverf op doek gespannen op paneel · 28⅝ × 23½" (72,6 × 59,7 cm)
- Tafeltje in een café (Fles pernod en glas) (Table in a café (Bottle of Pernod)) · 1912 · olieverf op doek · 45,5 × 32,5 cm · Hermitage in Sint-Petersburg
- Gitaar · Parijs, winter 1912-13 · blik en ijzerdraad · 30½ × 13¾ × 7⅝" (77,5 × 35 × 19,3 cm)
- Card Player · Parijs, winter 1913-14 · olieverf op doek · 42½ × 35¼" (108 × 89,5 cm)
- Groen stilleven · Avignon, zomer 1914 · olieverf op doek · 23½ × 31¼" (59,7 × 79,4 cm)
- Vrouw met een gitaar · Parijs, maart 1914 · olieverf, zand en houtskool op doek · 45½ × 18⅝" (115,5 × 47,5 cm)
- Fruit Dish, Bottle and Violin · 1914
- Harlekijn · Parijs, late 1915 · olieverf op doek · 6' ¼" × 41⅜" (183,5 × 105,1 cm)
- Paul en Arlequin · 1924 · 98 × 130 cm
- Studio with Plaster Head · Juan-les-Pins, zomer 1925 · olieverf op doek · 38⅝ × 51⅝" (97,9 × 131,1 cm)
- De Dans · tussen 1925-1930
- De Studio · Parijs, winter 1927-28 · olieverf op doek · 59" × 7' 7" (149,9 × 231,2 cm)
- Schilder en Model · Parijs, 1928 · olieverf op doek · 51⅛ × 64¼" (129,8 × 163 cm)
- Zittende Bader · Parijs, vroeg 1930 · olieverf op doek · 64¼ × 51" (163,2 × 129,5 cm)
- Meisje voor een spiegel · Boisgeloup, maart 1932 · olieverf op doek · 64 × 51¼" (162,3 × 130,2 cm)
- Guernica · 1937
- Night Fishing at Antibes · Antibes, augustus 1939 · olieverf op doek · 6' 9" × 11' 4" (205,8 × 345,4 cm)
- Het Charnel Huis · Parijs, 1944-45 · olieverf en houtskool op doek · 6' 6⅝" × 8' 2½" (199,8 × 250,1 cm)
- Vrouw bij het raam · Cannes, juni 1956 · olieverf op doek · 63¾ × 51¼" (162 × 130 cm)

## Privéleven
Gedurende zijn hele leven onderhield Picasso naast zijn vrouw of primaire partner verschillende minnaressen. Picasso was twee keer getrouwd en had vier kinderen bij drie vrouwen:
- Paulo (4 februari 1921 - 5 juni 1975, Paul Joseph Picasso) - met Olga Khokhlova
- Maya (5 september 1935 - 20 december 2022, Maria de la Concepcion Picasso) - met Marie-Thérèse Walter
- Claude (geboren 15 mei 1947, Claude Pierre Pablo Picasso) - met Françoise Gilot
- Paloma (geboren 19 april 1949, Anne Paloma Picasso) - met Françoise Gilot

Fotograaf en schilder Dora Maar was ook een constante metgezel en geliefde van Picasso. De twee waren eind jaren dertig en begin jaren veertig samen. Ze documenteerde destijds het schilderij Guernica.
De vrouwen in het leven van Picasso speelden een belangrijke rol in de emotionele en erotische aspecten van zijn creatieve expressie. De tumultueuze aard van deze relaties werd als essentieel beschouwd voor zijn artistieke proces. Veel van deze vrouwen fungeerden voor hem als muzen en hun opname in zijn omvangrijke oeuvre bezorgde hen een plaats in de kunstgeschiedenis. Een grotendeels terugkerend motief in zijn oeuvre is de vrouwelijke vorm. Telkens als Picasso weer een nieuwe minnares had, was dat duidelijk te zien in zijn werk door een wisseling in zijn stijl. Het onthult elke keer een man die zijn muzes vernietigt door de giftige en vaak gewelddadige relaties. Zo maakte hij portretten van zijn eerste vrouw, Olga, tijdens zijn neoklassieke periode in een naturalistische stijl. Zijn relatie met Marie-Thérèse Walter inspireerde veel van zijn surrealistische stukken, wat wordt aangeduid als zijn "Year of Wonders". De terugkeer van het acrobatenthema in 1905 maakte een einde aan zijn "Blauwe Periode" en ging over in zijn "Roze periode". Deze overgang is ten onrechte toegeschreven aan de aanwezigheid van Fernande Olivier in zijn leven.

### Misbruiker
Picasso wordt door velen gekarakteriseerd als een rokkenjager en een vrouwenhater, een "maltratador", een misbruiker, die ‘zijn’ vrouwen op een voetstuk zette en ze vervolgens keihard liet vallen. Een man die zowel het vrouwelijk lichaam vreesde als ernaar verlangde. Een egoïstische, veeleisende en narcistische echtgenoot en minnaar. Er is geciteerd dat hij tegen een van zijn minnaressen, Françoise Gilot, heeft gezegd: "Vrouwen zijn machines om te lijden". Later vertelde hij haar: "Voor mij zijn er maar twee soorten van vrouwen: godinnen en deurmatten". Marina Picasso schrijft in haar memoires Picasso, mijn grootvader over zijn behandeling van vrouwen: "Hij onderwierp ze aan zijn dierlijke seksualiteit, temde ze, betoverde ze, verslond ze en verpletterde ze op zijn doeken. Nadat hij vele nachten had besteed aan het extraheren van hun essentie, zou hij ze, zodra ze waren leeggebloed, weggooien".
Van de verschillende belangrijke vrouwen in Picasso's leven stierven er twee, Marie-Thèrése Walter, een minnares en Jacqueline Roque, zijn tweede vrouw, door zelfmoord. Zijn eerste vrouw Olga Khokhlova, bezweek aan zenuwinzinkingen. Zijn minnares Dora Maar onderging na het beëindigen van hun relatie jarenlang psychotherapie. Zijn zoon, Paulo, ontwikkelde een dodelijk alcoholisme als gevolg van depressie. Zijn kleinzoon, Pablito, stierf datzelfde jaar ook door zelfmoord door bleekmiddel in te nemen toen hij door Jacqueline Roque werd uitgesloten van het bijwonen van de begrafenis van de kunstenaar.

## Musea

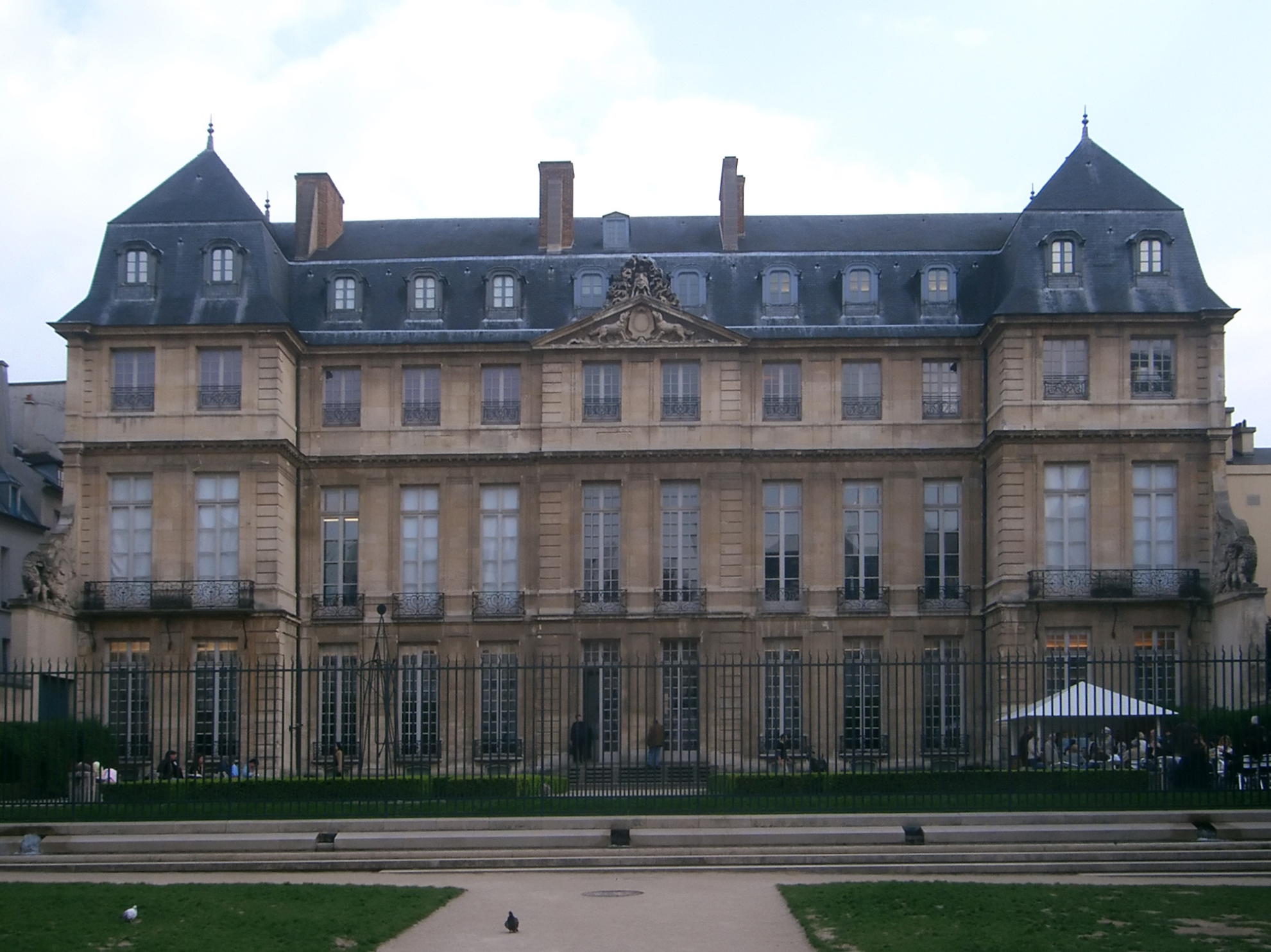
Musée Picasso in Parijs

Picasso heeft zeven naar hem vernoemde musea:
- Musée Picasso in Parijs
- Musée Picasso de Vallauris in Vallauris
- Museo Picasso in Barcelona
- Museo Picasso in Málaga
- Museo Picasso de Buitrago in Madrid
- Graphikmuseum Pablo Picasso Münster in Münster
- Musée Picasso Antibes in Antibes

## Werk in openbare collecties (selectie)
- Centre Pompidou, Parijs
- Hermitage, Sint-Petersburg
- LaM, Villeneuve d'Ascq
- Museum of Modern Art, New York
- Museum Ludwig, Keulen
- Museum Berggruen, Berlijn
- Museo Thyssen-Bornemisza, Madrid
- Rijksmuseum Amsterdam[44]
- Stedelijk Museum Amsterdam
- Design Museum Den Bosch
- Van Abbemuseum, Eindhoven

## Tentoonstellingen (selectie)
- Werken van Pablo Picasso in de Galerie 291 (1911), de Armory Show (1913), kunsthandel Landweer Santee in Amsterdam (1932), kunstzaal Johan D. Scherft in Den Haag (1932),  Koninklijke Kunstzaal Kleykamp (1938) in Den Haag, de documenta 1 (1955), de documenta II (1959), de documenta III (1964), de documenta 6 (1977) en de documenta 8 in 1987 in Kassel
- Parijsche schilders in februari 1939 in het Stedelijk Museum Amsterdam[45]
- In 1939 wordt in het Museum of Modern Art in New York een overzichtstentoonstelling gehouden en krijgt hij internationale bekendheid
- In 1955 is er een tentoonstelling in Parijs, die daarna naar München, Keulen en Hamburg gaat.
- Picasso van 4 maart t/m 30 april 1967 in het Stedelijk Museum Amsterdam
- 1971: Eerste retrospectief van een levende kunstenaar in het Louvre
- 1986: Picasso  –  Pastelle, Zeichnungen, Aquarelle, Düsseldorf, Kunstverzameling Nordrhein-Westfalen, Tübingen, Kunsthalle
- 1993: Picasso. Die Zeit nach Guernica 1937–1973. München, Kunsthalle der Hypo-Kulturstiftung
- 2006: Diverse tentoonstellingen ter gelegenheid van de 125e geboortedag[46]
- 2007: Picasso  –  Malen gegen die Zeit, later werk (schilderijen, grafiek). Albertina, Wenen en Kunstsammlung Nordrhein-Westfalen, Düsseldorf
- 2007: Goya und Picasso – Tauromaquia. Wallraf-Richartz-Museum, Keulen[47]
- Cézanne to Picasso: Ambroise Vollard, Patron of the Avant-Garde van 17 februari t/m 12 mei 2007 in het Art Institute of Chicago in Chicago[48]
- Picasso in Den Haag was van 15 december 2007 t/m 30 maart 2008 in het Gemeentemuseum Den Haag te zien[49][50]
- Picasso and Masters van 6 oktober 2008 t/m 2 februari 2009 in het Grand Palais in Parijs[51]
- Picasso: Challenging the Past 25 februari t/m 7 juni 2009 in de National Gallery in Londen[52]
- Picasso Cézanne van 25 mei t/m 27 september 2009 in het Musée Granet in Aix-en-Provence[53]
- 2009: Pablo Picasso: Meisterwerke aus dem Musée Picasso, Parijs, van 18 september 2009 t/m 6 januari 2010 in het Ateneum in Helsinki
- Picasso and the Avant-Garde in Paris van 24 februari t/m 25 april 2010 in het Philadelphia Museum of Art[54]
- Klee trifft Picasso van 6 juni t/m 26 september 2010 in Zentrum Paul Klee in Bern
- Picasso: Peace and Freedom van 21 mei t/m 30 augustus 2010 in Tate Liverpool[55]
- Pablo Picasso from Musée National Picasso, Paris van 11 juni t/m 25 september 2011 in het Fine Arts Museums of San Francisco
- Picasso in Parijs, 1900-1907 van 18 februari t/m 29 mei 2011 in Van Gogh Museum in Amsterdam.[56]
- Picasso & Modern British Art van 15 februari t/m 15 juli 2012 in Tate Modern in Londen[57]

## Documentaires
- Bezoek aan Picasso (1950)